# مالكوم براون (صحفي أمريكي)
مالكوم براون (بالإنجليزية: Malcolm Browne) هو صحفي ومصور أمريكي، ولد في 17 أبريل 1931 في نيويورك في الولايات المتحدة، وتوفي في 27 أغسطس 2012 في نيوهامبشير في الولايات المتحدة بسبب مرض باركنسون.

## وصلات خارجية
- مالكوم براون على موقع IMDb (الإنجليزية)
- مالكوم براون على موقع IMDb (الإنجليزية)